# Tetraponera ledouxi
Tetraponera ledouxi é uma espécie de formiga do gênero Tetraponera, pertencente à subfamília Pseudomyrmecinae.